# Camp de concentration d'Avezzano
Le camp de concentration d'Avezzano est un camp de concentration créé par le gouvernement Salandra II en 1916 dans la ville d'Avezzano, en province de L'Aquila dans les Abruzzes,.  

## Historique
Il a  été construit pendant la Première Guerre mondiale, quelques mois après le tremblement de terre de Marsica en 1915, qui l'a presque entièrement détruit, décimant la population. Le camp de prisonniers était réservé à environ 15 000 prisonniers de l'armée austro-hongroise, principalement de nationalités tchèque, slovaque, polonaise, allemande et hongroise. 

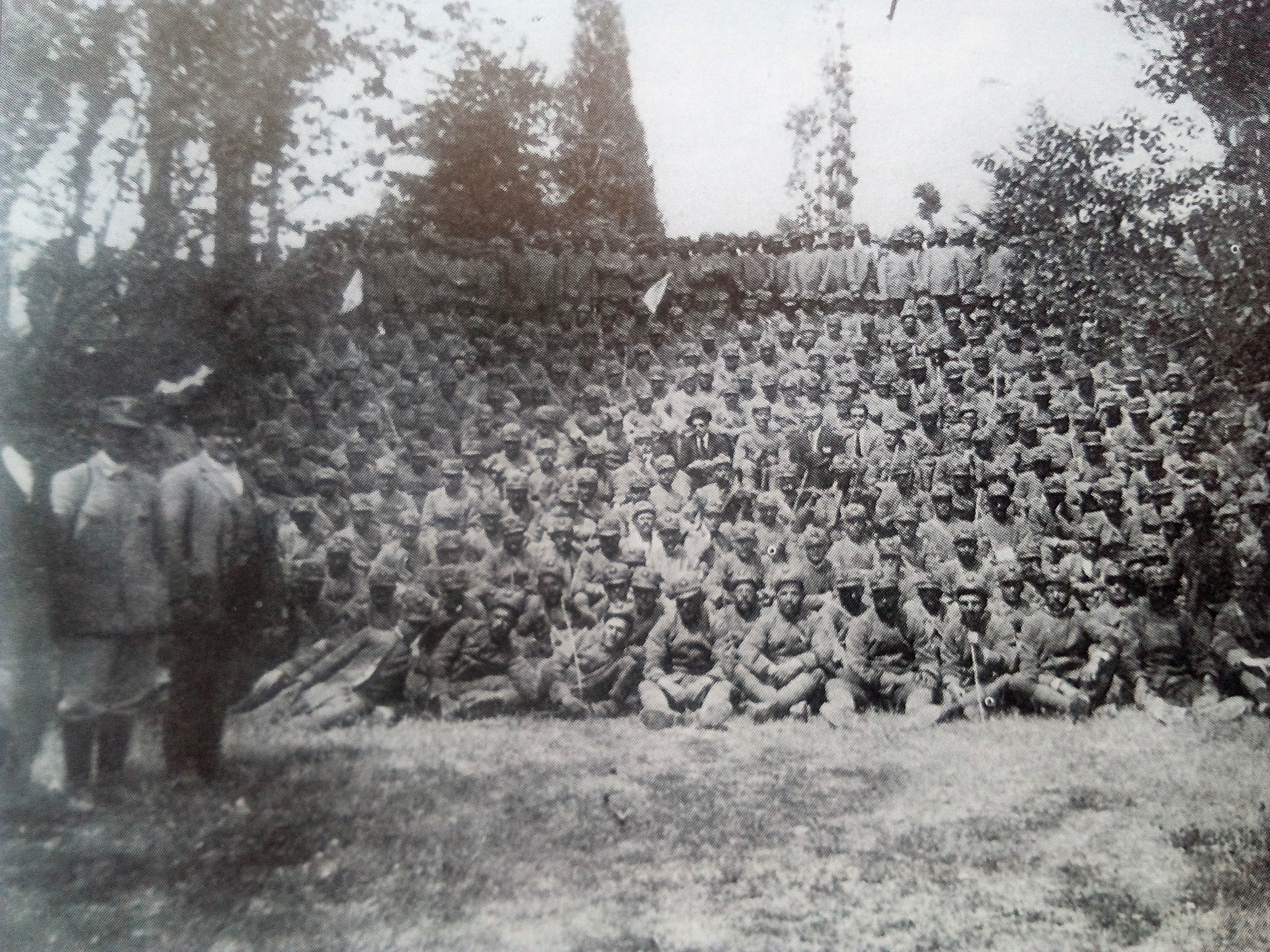
Légion roumaine.

Les Roumains, qui, vers la fin du conflit, furent regroupés dans la Légion roumaine d'Italie, avaient une garnison et un camp d'entraînement à Avezzano. 
En grande partie désaffecté en 1920, un secteur fut réutilisé pendant la Seconde Guerre mondiale par l'Armée royale italienne puis par le Troisième Reich pour confiner les prisonniers de guerre indiens, anglais, néo-zélandais et pakistanais.

## Démantèlement
Le démantèlement définitif du camp a eu lieu dans les années qui ont suivi la Seconde Guerre mondiale : la plupart des cabanes ont été démolies ou remplacées par des bâtiments modernes, dont celui utilisé comme église. Peu de ruines et les fondations de quelques pavillons en maçonnerie sont encore visibles à l'intérieur de la pinède.

## Galerie

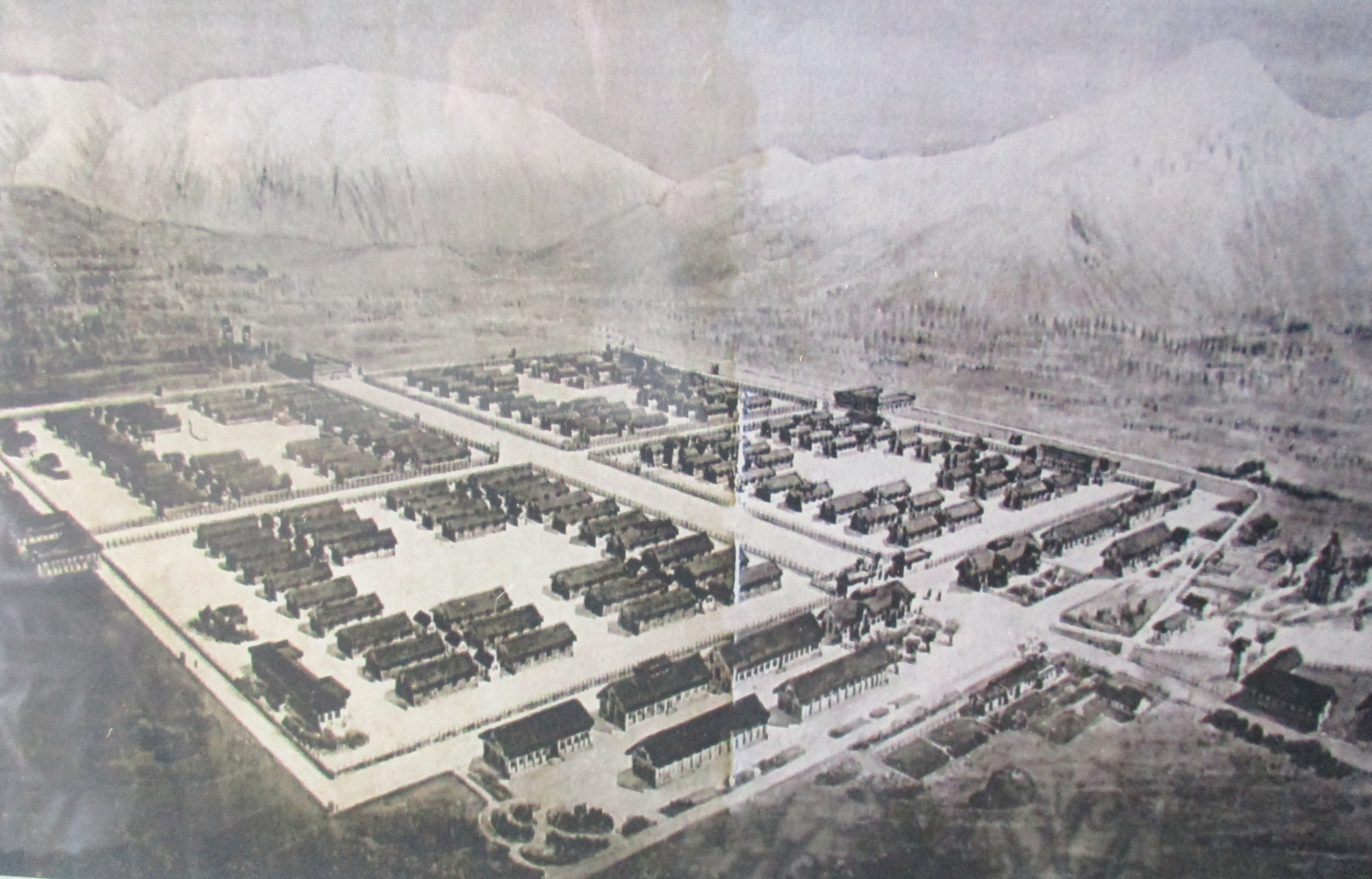
Dessin à l'encre de Chine du camp de concentration d'Avezzano (auteur inconnu, 1920).
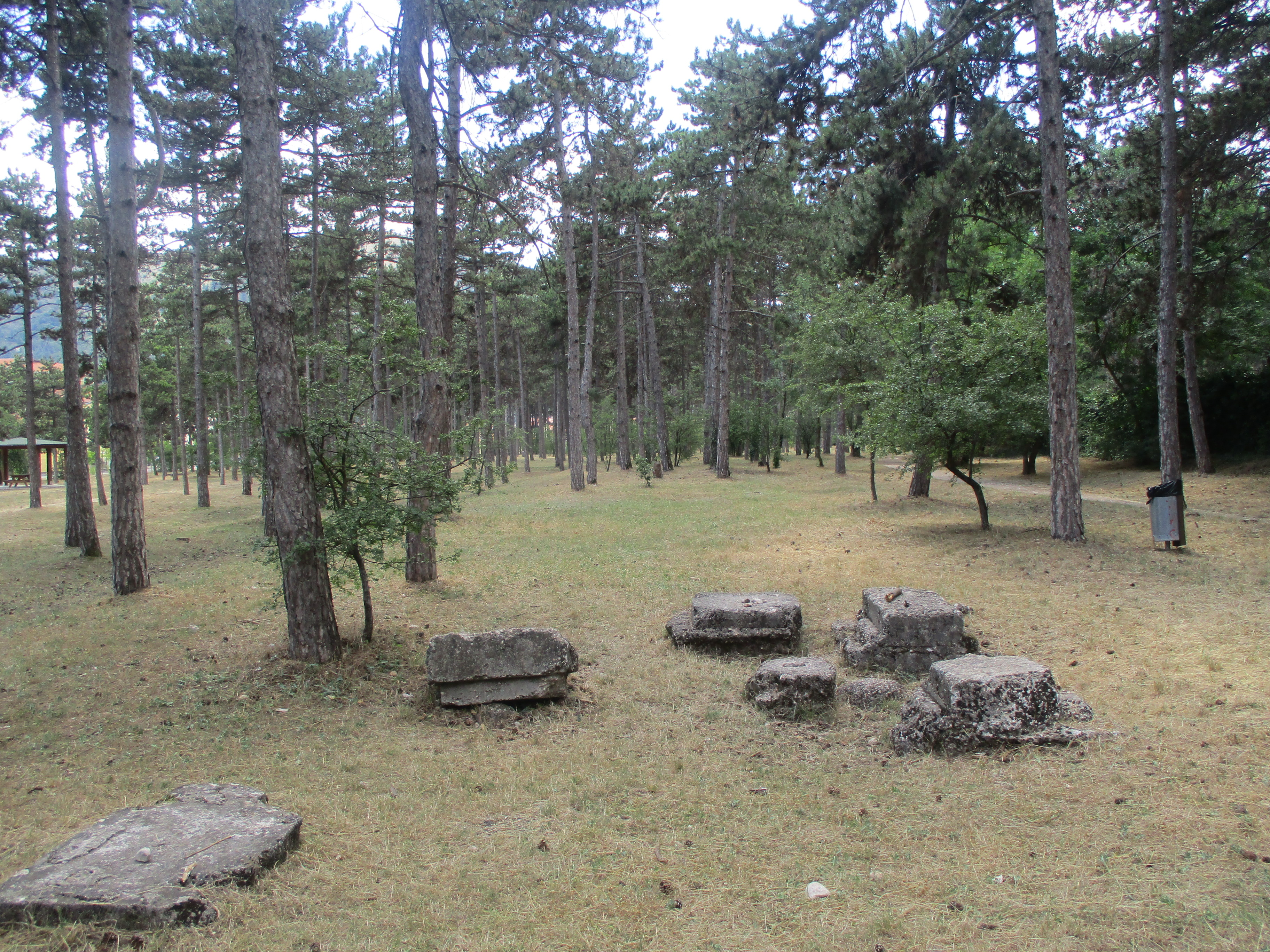
Ruines du camp.